# Gran Premio di Gran Bretagna 2003
Il Gran Premio di Gran Bretagna 2003 è stato un Gran Premio di Formula 1 disputato il 20 luglio 2003 al circuito di Silverstone. La gara, condizionata da un'invasione di pista da parte dell'ex sacerdote irlandese Cornelius Horan, fu vinta da Rubens Barrichello su Ferrari. Il brasiliano precedette sul traguardo Juan Pablo Montoya su Williams - BMW e Kimi Räikkönen su McLaren - Mercedes.

## Vigilia

### Aspetti tecnici
Approfittando di una sessione di test collettiva svoltasi a Barcellona la settimana precedente il Gran Premio, molte scuderie portarono in pista sostanziali novità tecniche. Fece eccezione la McLaren, la cui nuova MP4-18 non superò la prova d'urto laterale prevista dalla FIA, vedendo slittare ulteriormente il proprio debutto.
BAR, Renault, Toyota e Jaguar presentarono delle versioni B delle proprie monoposto. La scuderia anglo-americana schierò praticamente una nuova vettura, caratterizzata da fiancate molto più strette rispetto alla precedente e da un nuovo profilo estrattore. Non fu montato, invece, il nuovo cambio provato a Barcellona, che necessitava di ulteriori test. Anche la Renault portò in pista una nuova carrozzeria ed un nuovo profilo estrattore, mentre la Toyota introdusse delle nuove fiancate molto simili a quelle della Ferrari F2003GA. Infine la Jaguar, pur non apportando modifiche alla carrozzeria della R4, montò sulle proprie vetture dei nuovi alettoni e un nuovo profilo estrattore.

## Prove libere

### Risultati
I tempi migliori nelle prove libere di venerdì mattina furono i seguenti:
| Pos | Nº | Pilota          | Costruttore        | Tempo    |
| --- | -- | --------------- | ------------------ | -------- |
| 1   | 5  | David Coulthard | McLaren - Mercedes | 1'20"039 |
| 2   | 14 | Mark Webber     | Jaguar - Cosworth  | 1'20"346 |
| 3   | 8  | Fernando Alonso | Renault            | 1'20"485 |

I tempi migliori nelle prove libere di sabato mattina furono i seguenti:
| Pos | Nº | Pilota             | Costruttore        | Tempo    |
| --- | -- | ------------------ | ------------------ | -------- |
| 1   | 6  | Kimi Räikkönen     | McLaren - Mercedes | 1'22"263 |
| 2   | 2  | Rubens Barrichello | Ferrari            | 1'22"397 |
| 3   | 1  | Michael Schumacher | Ferrari            | 1'22"659 |

| Pos | Nº | Pilota             | Costruttore    | Tempo    |
| --- | -- | ------------------ | -------------- | -------- |
| 1   | 3  | Juan Pablo Montoya | Williams - BMW | 1'21"415 |
| 2   | 2  | Rubens Barrichello | Ferrari        | 1'21"587 |
| 3   | 1  | Michael Schumacher | Ferrari        | 1'21"608 |

## Qualifiche

### Resoconto
Dopo che nel Gran Premio di Francia gli pneumatici Michelin avevano dimostrato una netta superiorità rispetto ai Bridgestone, a Silverstone la situazione tornò in equilibrio. Barrichello conquistò la sua seconda pole position stagionale con quasi due decimi di vantaggio su Trulli, nonostante avesse effettuato per secondo il proprio giro cronometrato, dopo essere uscito di pista nelle sessione di venerdì. Nel confronto tra i due risultò determinante il primo settore della pista, nel quale il pilota della Ferrari guadagnò oltre due decimi sul rivale: nonostante il pilota italiano avesse fatto segnare i migliori parziali nel secondo e nel terzo settore, il margine del brasiliano fu sufficiente a consegnargli la prima posizione.
In seconda fila si piazzarono Räikkönen e Ralf Schumacher, mentre Michael Schumacher, rallentato da un errore alla curva Abbey, si dovette accontentare della quinta posizione. Da Matta sfruttò al meglio la versione evoluta della Toyota, marcando il sesto tempo davanti a Montoya, Alonso, Villeneuve e Pizzonia. Coulthard continuò ad avere difficoltà col nuovo sistema di qualifica introdotto da inizio stagione, ottenendo appena il dodicesimo posto, mentre Button fu relegato in ultima posizione da un'uscita di pista.

### Risultati
| Pos | No | Pilota                | Costruttore        | Pneumatici | Venerdì     | Sabato      | Distacco |
| --- | -- | --------------------- | ------------------ | ---------- | ----------- | ----------- | -------- |
| 1   | 2  | Rubens Barrichello    | Ferrari            | B          | senza tempo | 1'21"209    |          |
| 2   | 7  | Jarno Trulli          | Renault            | M          | 1'19"963    | 1'21"381    | +0"172   |
| 3   | 6  | Kimi Räikkönen        | McLaren - Mercedes | M          | 1'21"065    | 1'21"695    | +0"486   |
| 4   | 4  | Ralf Schumacher       | Williams - BMW     | M          | 1'19"788    | 1'21"727    | +0"518   |
| 5   | 1  | Michael Schumacher    | Ferrari            | B          | 1'19"474    | 1'21"867    | +0"658   |
| 6   | 21 | Cristiano da Matta    | Toyota             | M          | 1'20"765    | 1'22"081    | +0"872   |
| 7   | 3  | Juan Pablo Montoya    | Williams - BMW     | M          | 1'19"749    | 1'22"214    | +1"005   |
| 8   | 8  | Fernando Alonso       | Renault            | M          | 1'19"907    | 1'22"404    | +1"195   |
| 9   | 16 | Jacques Villeneuve    | BAR - Honda        | B          | 1'21"084    | 1'22"591    | +1"382   |
| 10  | 15 | Antônio Pizzonia      | Jaguar - Cosworth  | M          | 1'20"877    | 1'22"634    | +1"425   |
| 11  | 14 | Mark Webber           | Jaguar - Cosworth  | M          | 1'20"171    | 1'22"647    | +1"438   |
| 12  | 5  | David Coulthard       | McLaren - Mercedes | M          | 1'19"968    | 1'22"811    | +1"602   |
| 13  | 20 | Olivier Panis         | Toyota             | M          | 1'19"959    | 1'23"042    | +1"833   |
| 14  | 10 | Heinz-Harald Frentzen | Sauber - Petronas  | B          | 1'21"363    | 1'23"187    | +1"978   |
| 15  | 11 | Giancarlo Fisichella  | Jordan - Ford      | B          | 1'21"500    | 1'23"574    | +2"365   |
| 16  | 9  | Nick Heidfeld         | Sauber - Petronas  | B          | 1'21"211    | 1'23"844    | +2"635   |
| 17  | 12 | Ralph Firman          | Jordan - Ford      | B          | 1'22"335    | 1'24"385    | +3"176   |
| 18  | 18 | Justin Wilson         | Minardi - Cosworth | B          | senza tempo | 1'25"468    | +4"259   |
| 19  | 19 | Jos Verstappen        | Minardi - Cosworth | B          | 1'23"418    | 1'25"759    | +4"550   |
| 20  | 17 | Jenson Button         | BAR - Honda        | B          | 1'20"569    | senza tempo | /        |

## Gara

### Resoconto
Al via Barrichello scattò male e fu sopravanzato da Trulli e Räikkönen, che si portarono in prima e seconda posizione. Seguivano Ralf Schumacher, Michael Schumacher, Montoya, Alonso e Da Matta. Trulli cominciò subito a guadagnare un discreto margine sugli inseguitori, mentre alle sue spalle Barrichello tallonava da vicino Räikkönen, senza però riuscire a superarlo. Nel corso del sesto giro dalla McLaren di Coulthard si staccarono il poggiatesta e le protezioni laterali dell'abitacolo. La direzione gara decise di fare entrare in pista la safety car per permettere ai commissari di percorso di rimuovere i detriti sparsi sul tracciato. Da Matta e Panis, partiti con una strategia sulle tre soste, ne approfittarono per rifornire. Quando la gara ripartì Trulli conservò il comando; alle sue spalle Barrichello continuò a mettere sotto pressione Räikkönen, fino a passarlo nel corso dell'undicesimo passaggio.
Una tornata più tardi, un uomo vestito con un kilt (che si scoprì più tardi essere un sacerdote irlandese di nome Cornelius Horan) compì un'invasione di pista, mettendosi a correre in senso opposto a quello di marcia delle vetture sul velocissimo rettilineo Hangar Straight. L'uomo, che sventolava un cartello con le scritte "Read the Bible" ("Leggete la Bibbia") e "The Bible is always right" ("La Bibbia ha sempre ragione"), fu placcato da un commissario, dopo essere stato evitato da diverse vetture e venne in seguito condannato a due mesi di carcere. L'invasione di pista portò ad un nuovo ingresso della safety car, durante il quale praticamente tutti i piloti entrarono ai box per effettuare il rifornimento. I piloti della stessa squadra si accodarono al compagno di team, perdendo molto tempo: in questa situazione si trovarono ad esempio Michael Schumacher, Alonso e Montoya, che persero parecchie posizioni in classifica. Dopo i rifornimenti si trovarono in testa i due piloti Toyota e Coulthard, che avevano effettuato la propria sosta ai box all'ingresso della prima safety car, seguiti da Trulli, Räikkönen, Ralf Schumacher, Firman (anch'egli fermatosi durante la prima neutralizzazione) e Barrichello.
Alla ripartenza, nel corso della 16ª tornata, Räikkönen sopravanzò Coulthard, Trulli e Panis nello spazio di un giro e si accodò a Da Matta. Ralf Schumacher fu passato da Barrichello e Montoya, mentre più indietro Michael Schumacher faticò ad avere ragione di Alonso. Mentre Räikkönen si limitava a seguire Da Matta, con un distacco di circa un secondo, Barrichello ingaggiò un lungo duello con Trulli per la quinta posizione, riuscendo a sopravanzare il pilota italiano nel corso del 25º giro. Due giri più tardi anche Montoya passò Trulli. Coulthard rifornì nel corso del 28º giro. Nel corso della 30ª tornata sia Barrichello che Montoya sopravanzarono Panis, mentre Da Matta rientrò ai box per la sua seconda sosta, cedendo così il comando della corsa a Räikkönen. Un giro più tardi anche Panis effettuò il secondo rifornimento; Barrichello e Montoya cominciarono a rimontare su Räikkönen, mentre Michael Schumacher entrò in zona punti, faticando ad avere la meglio sulle due BAR di Button e Villeneuve.
Räikkönen rifornì per l'ultima volta al 36º passaggio. Barrichello, pur essendo nettamente più veloce del rivale, non riuscì a recuperare completamente il distacco di dieci secondi dal finlandese, tornando in pista alle sue spalle dopo aver a sua volta effettuato il secondo pit stop nel corso del 39º giro. Lo raggiunse un giro più tardi, cominciando subito ad attaccarlo: costretto all'errore da una manovra particolarmente decisa del brasiliano, Räikkönen dovette cedere il comando al ferrarista, che guadagnò rapidamente un discreto vantaggio sul rivale.
Barrichello passò così a condurre davanti a Räikkönen, Da Matta, Montoya, Coulthard, Trulli, Panis e Michael Schumacher. I due piloti Toyota si fermarono a rifornire per l'ultima volta nel corso del 44º e del 45º passaggio. Al 48º giro Räikkönen commise un errore, uscendo di pista e lasciando strada a Montoya. Nel frattempo, Michael Schumacher ebbe la meglio su Trulli dopo un lungo duello e, approfittando del rifornimento di Coulthard, risalì fino alla quarta posizione, troppo lontano da Räikkönen per poterlo impensierire. Negli ultimi giri Barrichello controllò agevolmente Montoya e Räikkönen, andando a vincere la gara davanti al colombiano ed al finlandese. Michael Schumacher concluse in quarta posizione, seguito da Coulthard, che negli ultimi giri ebbe la meglio su Trulli e Da Matta, rispettivamente sesto e settimo. Chiuse la zona punti Button, autore di una rimonta dal fondo della griglia. Solo nono Ralf Schumacher, rallentato da un detrito che, bucando un radiatore della sua Williams, lo aveva costretto ad una sosta aggiuntiva.

### Risultati
| Pos      | No | Pilota                | Costruttore        | Pneumatici | Giri | Tempo/Ritiro e posizione al ritiro/Media | Partenza | Punti |
| -------- | -- | --------------------- | ------------------ | ---------- | ---- | ---------------------------------------- | -------- | ----- |
| 1        | 2  | Rubens Barrichello    | Ferrari            | B          | 60   | 1h28'37"554 - 208.757 km/h               | 1        | 10    |
| 2        | 3  | Juan Pablo Montoya    | Williams - BMW     | M          | 60   | +5"462                                   | 7        | 8     |
| 3        | 6  | Kimi Räikkönen        | McLaren - Mercedes | M          | 60   | +10"656                                  | 3        | 6     |
| 4        | 1  | Michael Schumacher    | Ferrari            | B          | 60   | +25"648                                  | 5        | 5     |
| 5        | 5  | David Coulthard       | McLaren - Mercedes | M          | 60   | +36"827                                  | 12       | 4     |
| 6        | 7  | Jarno Trulli          | Renault            | M          | 60   | +43"067                                  | 2        | 3     |
| 7        | 21 | Cristiano da Matta    | Toyota             | M          | 60   | +45"085                                  | 6        | 2     |
| 8        | 17 | Jenson Button         | BAR - Honda        | B          | 60   | +45"478                                  | 20       | 1     |
| 9        | 4  | Ralf Schumacher       | Williams - BMW     | M          | 60   | +58"032                                  | 4        |       |
| 10       | 16 | Jacques Villeneuve    | BAR - Honda        | B          | 60   | +1'03"569                                | 9        |       |
| 11       | 20 | Olivier Panis         | Toyota             | M          | 60   | +1'05"207                                | 13       |       |
| 12       | 10 | Heinz-Harald Frentzen | Sauber - Petronas  | B          | 60   | +1'05"564                                | 14       |       |
| 13       | 12 | Ralph Firman          | Jordan - Ford      | B          | 59   | +1 giro                                  | 17       |       |
| 14       | 14 | Mark Webber           | Jaguar - Cosworth  | M          | 59   | +1 giro                                  | 11       |       |
| 15       | 19 | Jos Verstappen        | Minardi - Cosworth | B          | 58   | +2 giri                                  | 19       |       |
| 16       | 18 | Justin Wilson         | Minardi - Cosworth | B          | 58   | +2 giri                                  | 18       |       |
| 17       | 9  | Nick Heidfeld         | Sauber - Petronas  | B          | 58   | +2 giri                                  | 16       |       |
| Ritirato | 8  | Fernando Alonso       | Renault            | M          | 52   | Cambio (8°)                              | 8        |       |
| Ritirato | 11 | Giancarlo Fisichella  | Jordan - Ford      | B          | 44   | Sospensione/testacoda                    | 15       |       |
| Ritirato | 15 | Antônio Pizzonia      | Jaguar - Cosworth  | M          | 32   | Motore                                   | 10       |       |

## Classifiche

### Piloti
| Pos. | Pilota                | Punti |
| ---- | --------------------- | ----- |
| 1    | Michael Schumacher    | 69    |
| 2    | Kimi Räikkönen        | 62    |
| 3    | Juan Pablo Montoya    | 55    |
| 4    | Ralf Schumacher       | 53    |
| 5    | Rubens Barrichello    | 49    |
| 6    | Fernando Alonso       | 39    |
| 7    | David Coulthard       | 33    |
| 8    | Jarno Trulli          | 16    |
| 9    | Mark Webber           | 12    |
| 10   | Jenson Button         | 11    |
| 11   | Giancarlo Fisichella  | 10    |
| 12   | Heinz-Harald Frentzen | 7     |
| 13   | Cristiano da Matta    | 5     |
| 14   | Jacques Villeneuve    | 3     |
| 15   | Nick Heidfeld         | 2     |
| 15   | Olivier Panis         | 2     |
| 17   | Ralph Firman          | 1     |

### Costruttori
| Pos. | Team               | Punti |
| ---- | ------------------ | ----- |
| 1    | Ferrari            | 118   |
| 2    | Williams - BMW     | 108   |
| 3    | McLaren - Mercedes | 95    |
| 4    | Renault            | 55    |
| 5    | BAR - Honda        | 14    |
| 6    | Jaguar - Cosworth  | 12    |
| 7    | Jordan - Ford      | 11    |
| 8    | Sauber - Petronas  | 9     |
| 9    | Toyota             | 7     |